# Pizzicato Five
Pizzicato Five est un groupe de pop japonais. Il est composé de six membres : Konishi Yasuharu, Maki Nomiya, K-Taro Takanami, Ryo Kamomiya, Mamiko Sasaki et Takao Tajima.

## Discographie
- 1987 - Couples
- 1987 - Pizzicatomania
- 1988 - Belissima!
- 1989 - On Her Majesty's Request
- 1990 - Soft Landing on the Moon
- 1991 - Hi Guys! Let Me Teach You
- 1991 - This Year's Girl
- 1991 - Sweet Pizzicato Five
- 1991 - Pizzicato Free Soul (remix album)
- 1993 - Instant Replay [live]
- 1993 - Bossa Nova 2001
- 1993 - Expo 2001 (remix album)
- 1993 - Souvenir 2001 (compilation)
- 1993 - Free Soul 2001 (remix album)
- 1994 - A Telivision's Workshop e.p
- 1994 - Overdose
- 1994 - Made in USA (compilation)
- 1995 - Big Hits and Jet Lags (1991-1995 (compilation)
- 1995 - Romantique 96
- 1995 - Antique 96 (compilation)
- 1995 -The Sound Of Music (compilation)
- 1995 - A Quiet Couple
- 1996 - Great White Wonder"' (compilation)
- 1997 - Happy End of the World
- 1997 - Big Hits and Jet Lags 1994-1997 (compilation)
- 1998 -Happy End of You (remix album)
- 1998 -The International Playboy and Playgirl Record
- 1999 -Pizzicato Five [TM]
- 2000 - Remixes 2000 (remix album)
- 2000 - Pizzicato Five in the Bag (compilation)
- 2000 -The Fifth Release from Matador (compilation)
- 2001 - Çà Et Là Du Japon
- 2001 - Pizzicato Five R.I.P. (compilation)
- 2001 - Pizzicato Five 85 (compilation)
- 2002 - In the Mix (remix album)
- 2003 - Single (compilation)
- 2004 - The Band of 20th century (compilation)
- 2006 - Pizzicato Five we love you (compilation)
- 2006 - Pizzicato Five I love you (compilation)
- 2006 - Pizzicato Five we dig you (remix album)